# Gereben (együttes)
A Gereben együttes a magyar progresszív népzene népszerű és karakteres képviselője volt több mint három évtizeden át.

## Az együttes története
Az együttes 1978-ban alakult a Debreceni Orvostudományi Egyetemen. Alapítója Rácz Antal (1952-2016), aki húgával, Rácz Erzsébettel (1955-2010) évek óta együtt játszottak Rácz testvérek néven. Ők vonták be Túry Ferencet, akit az egyetem kollégiumában még Rácz Antal tanított citerázni. Az akkor még három tagú együttes első hivatalos koncertjére 1978. január 4-én került sor Budapesten, az Egyetemi Színpadon, a debreceni Délibáb együttes meghívására. Mindhárman megkapták a „Népművészet ifjú mestere” kitüntetést, a Rácz testvérek 1977-ben, Túry Ferenc 1978-ban.
Az együtteshez félév múlva csatlakozott Rőmer Ottó kitűnő hegedűs, aki addig a Délibáb együttesben játszott (ő is „Népművészet ifjú mestere” volt). Ő később újabb együtteseket is létrehozott (például a Karikás együttes megalakítása is részben az ő nevéhez fűződik). Ő elsősorban hegedült és kobzon játszott, néha nagybőgőzött.
Sokáig négy tagú volt az együttes. Az 1980-as évektől Rácz Erzsébet tartós betegsége miatt már nem tudott az együttessel játszani, helyette a női éneklést és az ütőgardonozást Vasváry Annamária vállalta. 2001 óta állandó tag lett Farkas Zoltán („Batyu”) is, a jeles néptáncos, aki dobolt és ütőhangszereken játszott. 2011-től pedig Szlama László is gyakran játszott az együttessel, kobozon és klarinéton.

## Az együttes zenéje
A Gereben stílusára a Rácz Antal (becenevén: Citera) által már az 1970-es évek eleje óta képviselt progresszív folk volt a jellemző, erős ritmuskísérettel, amit Rácz Erzsébet gardonon valósított meg. A citerajáték igen lendületes és virtuóz volt, sok improvizatív elemmel, a dalok választásában a népi humornak jelentős szerepe volt. Ez a stílus a citerazenében abban az időben még ismeretlen volt.

## Fellépések
Az együttes a három alapító tag orvosi hivatása miatt viszonylag ritkán lépett fel. Rendszeres vendégei voltak 1980-tól a diósgyőri várban rendezett Kaláka fesztiválnak, több hazai népzenei fesztiválon is sikerrel szerepeltek.  
Néhány alkalommal külföldön is játszottak: Jugoszláviában, az újvidéki népzenei fesztiválon (1980), a Magyar Rádió képviseletében Brémában (1980), később Olaszországban (1983), majd az NSZK-ban (1984), végül Hollandiában is (1995). 
A Magyar Rádióban összesen mintegy egyórányi felvételük készült. Egy hangkazettájuk jelent meg „Feljött a nap” címmel, s több lemezválogatásban is szerepeltek. A YouTube-on négy számuk hallható.